# Monoicomyces athetae
Monoicomyces athetae är en svampart som beskrevs av Thaxt. 1931. Monoicomyces athetae ingår i släktet Monoicomyces och familjen Laboulbeniaceae.  Arten är reproducerande i Sverige. Inga underarter finns listade i Catalogue of Life.